# Pavlovales
Pavlovales es un grupo de microalgas del subfilo Haptophyta. Al igual que otras haptofitas, son unicelulares y presentan cloroplastos, por lo que se consideran algas. La superficie celular no presenta escamas, los flagelos son desiguales y a menudo están cubiertos de pelos. Algunas especies presentan una mancha ocular. Habitan las aguas costeras y salobres y a veces se encuentran en agua dulce. Solo se han descrito 13 especies en cuatro géneros y se consideran las haptofitas más primitivas.